# Station Chronów
Station Chronów is een spoorwegstation in de Poolse plaats Chronów.